# Плютей Годе
Плюте́й Годе́ (Pluteus godeyi) — гриб рода Плютей. В системе рода Плютей С. П. Вассера этот вид относится к секции Celluloderma подрода Hispidocelluloderma. Не имеет пищевого значения.
Омонимы
- Pluteus godeyi sensu P.D. Orton — синоним для Pluteus cinereofuscus J.E. Lange, 1917 — Плютей серо-бурый

## Описание
Шляпка диаметром 2—3,5 сантиметра, тонкомясистая, от полукруглой до выпукло-распростёртой формы, с небольшим бугорком. Поверхность гладкая, голая, светло-серая или оливково-серая, в центре мелкоморщинистая, край бороздчатый.
Пластинки свободные, широкие, частые, беловатые, с возрастом розовые с беловатым краем.
Ножка 3—5×0,2—0,3 см, цилиндрическая, центральная, к основанию расширяется, плотная. Поверхность беловатая, с возрастом становится серебристо-серая, к основанию до оливково-серой, нежноволокнистая.
Мякоть серая, на срезе не изменяется, вкус и запах не выражены.
Остатки покрывал отсутствуют, споровый порошок розовый.
Споры гладкие, от яйцевидных до почти округлых, 6—8×5—6 мкм.
В кожице шляпки имеются клетки двух типов — почти округлые или грушевидные шириной 20—40 мкм и булавовидно-цилиндрические, веретеновидные или бутылковидные шириной 10—20 мкм. Покровы ножки состоят из бесцветных или сероватых гиф шириной 5—15 мкм.
Базидии четырёхспоровые, размерами 20—27×6—8 мкм, тонкостенные, булавовидные.
Хейлоцистиды размерами 40—60×15—30 мкм, булавовидные или веретеновидные, тонкостенные, бесцветные, многочисленные. Плевроцистиды 60—90×15—30 мкм, булавовидные или веретеновидные, тонкостенные, бесцветные, с выраженным апикальным придатком, многочисленные.

## Сходные виды
- Плютей серо-бурый (Pluteus cinereofuscus) — наиболее близкий вид, хорошо отличается по ножке бледно-серого цвета с красноватым оттенком.[1]

## Экология и распространение
Сапротроф на пнях, остатках древесины в лиственных и смешанных лесах. Встречается редко. Известен в Европе — в Великобритании, Франции, Германии, Австрии, Чехии, Литве и Украине; в Азии — в Израиле.
Сезон: июль — октябрь.